# Synagoga w Tarnobrzegu

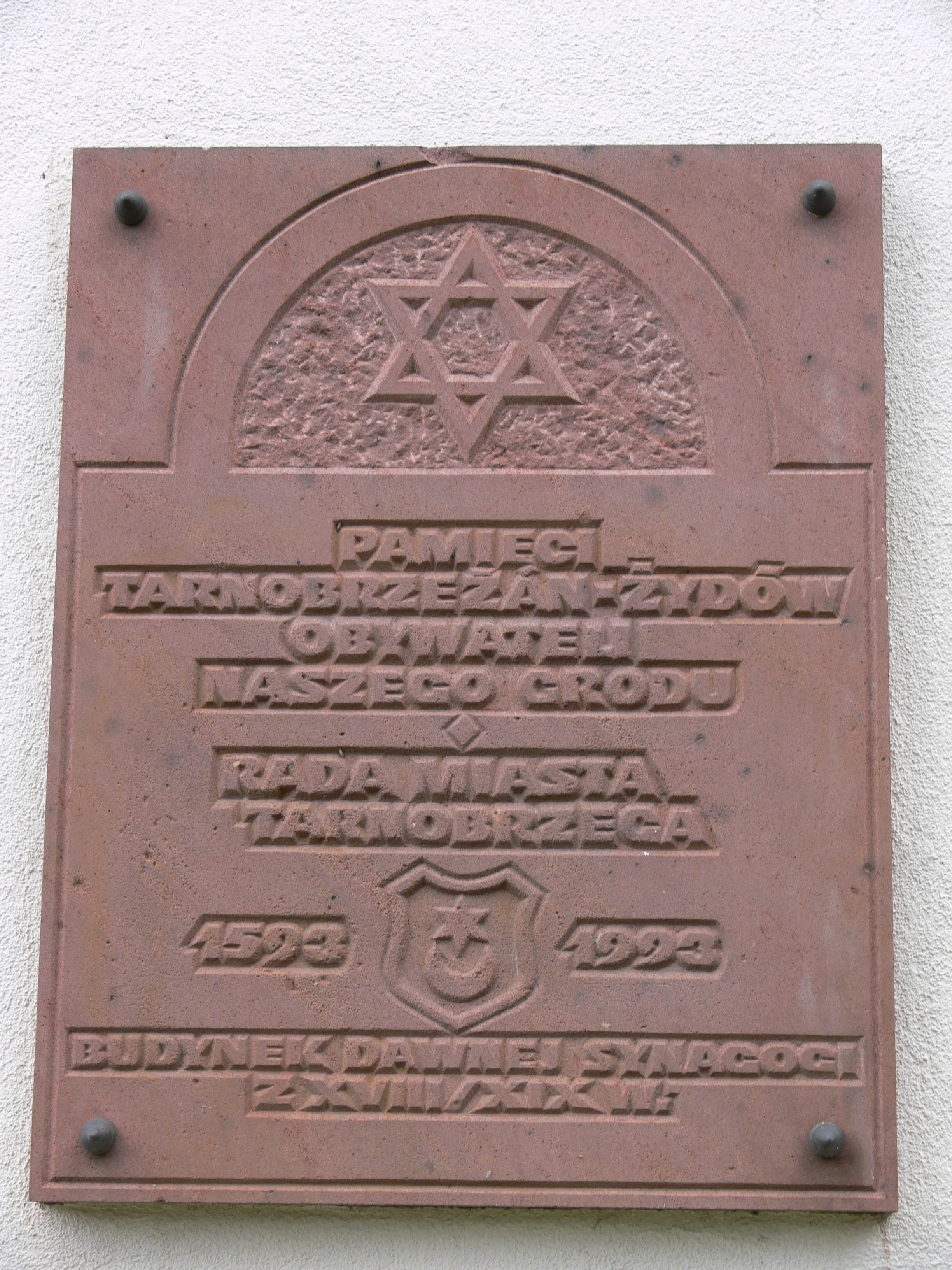
Tablica pamiątkowa na synagodze, upamiętniająca żydów mieszkających na terenach Tarnobrzega

Synagoga w Tarnobrzegu – synagoga znajdująca się w Tarnobrzegu przy ulicy Szerokiej 15.
Synagoga została zbudowana w latach 1862–1870 na miejscu starej, drewnianej bożnicy. W 1936 roku przeprowadzono gruntowny remont. Podczas II wojny światowej hitlerowcy zdewastowali synagogę. Po zakończeniu wojny budynek służył przez wiele lat jako magazyn zboża. W latach 70. została gruntownie wyremontowana oraz przebudowana i dostosowana do potrzeb głównej siedziby Miejskiej Biblioteki Publicznej.
Murowany i orientowany budynek synagogi został wzniesiony na planie prostokąta. We wschodniej części znajdowała się główna sala modlitewna, a w zachodniej przedsionek, nad którym znajdował się babiniec. We wnętrzu sali głównej ściany i sklepienia pokrywały barwne polichromie, których fragmenty widoczne były jeszcze po wojnie. Podczas powojennej przebudowy znacznie zatarto oryginalne elementy wystroju synagogalnego.
Na jednej ze ścian znajduje się tablica pamiątkowa o treści w języku polskim, upamiętniająca lokalną społeczność żydowską: „Pamięci Tarnobrzeżan Żydów obywateli naszego grodu 1593 - 1993”.